# Myonium

Vereinfachte Darstellung des Myoniums

Myonium (englisch muonium) ist ein exotisches Atom aus einem Anti-Myon und einem Elektron.
Das Anti-Myon, ein Myon mit einer positiven Elementarladung, hat eine Lebensdauer von etwa 2 μs und ist der Stellvertreter des Protons im Vergleich zu einem normalen Wasserstoffatom. Dieses exotische Atom ist eines der fundamentalsten Systeme der Atomphysik. Das Myonium-Atom verhält sich chemisch wie Wasserstoff und stellt damit ein um den Faktor 9 leichteres Wasserstoffisotop dar. Es wurde 1960 von Vernon Hughes und Mitarbeitern entdeckt.
Präzise spektroskopische Messungen an dem Atom haben zu sehr genauen Werten für fundamentale Naturkonstanten wie der Masse des Myons, des magnetischen Momentes des Myons und der Kopplungskonstante der elektromagnetischen Wechselwirkung, der Sommerfeldschen Feinstrukturkonstanten, geführt.
Die Genauigkeit der theoretischen Beschreibung von Myonium übersteigt bei weitem diejenige, die für gewöhnlichen Wasserstoff möglich ist, da das atomare System allein aus Leptonen besteht, die man als punktförmig betrachten darf. Messungen am Myoniumatom sind daher bezüglich der Aussagekraft über fundamentale Kräfte in der Physik solchen an natürlichem Wasserstoff weit überlegen, obwohl jene teilweise mit höherer technischer Genauigkeit möglich sind.
Weiterhin wurde das Atom zu einem präzisen Test der Erhaltung der geladenen Leptonenzahl eingesetzt; einem der großen ungelösten Rätsel der modernen Physik. Der hypothetische spontane Zerfall von Myonium in sein Anti-Atom Antimyonium wurde zuerst von Bruno Pontecorvo diskutiert und im Detail 1961 von Gerald Feinberg und Steven Weinberg theoretisch untersucht. Am schweizerischen Paul Scherrer Institut (PSI) wurde nach spontanen Übergängen von dem Atom Myonium in sein Anti-Atom Antimyonium gesucht. Dabei wurde eine obere Schranke für die Kopplungsstärke {\displaystyle G_{\mathrm {M{\bar {M}}} }} des (weiterhin hypothetischen) Konversionsprozesses gefunden: {\displaystyle G_{\mathrm {M{\overline {M}}} }<3\cdot 10^{-3}\,G_{\mathrm {F} }}, wobei {\displaystyle G_{\mathrm {F} }} die Fermi-Kopplungskonstante der schwachen Wechselwirkung ist. Damit konnte eine Vielzahl spekulativer Theorien jenseits des Standardmodells der Teilchenphysik ausgeschlossen werden. Verbesserte Experimente sind in Vorbereitung.
Eine weitere Anwendung des Atoms war ein äußerst präziser Test der CPT-Symmetrie und der Lorentzinvarianz.
Das Myonium-Atom wird auch in der Untersuchung kondensierter Materie eingesetzt. Hier wird es oft als leichtes Wasserstoffisotop angesehen, mit dem sich u. a. Diffusionseigenschaften von Wasserstoff in Materialien und magnetische Eigenschaften von Materialien untersuchen lassen. Auch die Dynamik chemischer Prozesse kann damit studiert werden.
Das Myonium-Atom unterscheidet sich grundsätzlich von myonischen Atomen, bei denen ein Elektron durch ein negatives Myon ersetzt wird.